# 니제고로츠카야역 (모스크바 중앙 순환선)
니제고로츠카야역(러시아어: Нижегородская)은 모스크바 지하철 모스크바 중앙 순환선의 역이다. 역명은 모스크바 지명인 니제고로츠키 구역에서 따온 것이다. 기존의 라이잔스카야에서 개통 전에 변경되었다.

## 환승
니제고로츠카야 역에서는 네크라솝스카야 선의 니제고로츠카야 역으로 외부로 나가 도보로 이동하여 무료 환승이 가능하다.

## 계획
니제고로츠카야 역에서는 볼샤야 콜체바야 선의 니제고로츠카야 역으로 환승될 예정이다.